# Tiếng Anh California
Tiếng Anh California là phương ngữ tiếng Anh Mỹ được nói ở California. Là tiểu bang đông dân nhất và lớn thứ ba ở Hoa Kỳ, California rất đa dạng về mặt dân tộc, một yếu tố đã đóng góp cho sự phát triển không ngừng của tiếng Anh California.

## Lịch sử
Ở khu vực hiện được gọi là California, tiếng Anh được nói lần đầu tiên với quy mô lớn trong thời cơn sốt vàng California (khoảng 1848 - 1850): Vào thời điểm đó, nhiều người nhập cư từ các khu vực phía đông của Hoa Kỳ cũng như những người nhập cư nói tiếng Anh từ Châu Âu. Cho đến Thế chiến thứ nhất, các phương ngữ và giọng khác nhau của người nhập cư ở California vẫn phản ánh mạnh mẽ nguồn gốc của họ. Sau Thế chiến I, đã có một dòng người nông dân đến từ Trung Tây Hoa Kỳ. Điều này là do điều kiện kinh tế khó khăn ở hàng trăm ngàn trang trại nhỏ hơn trong những năm 20 và 30 cũng như hạn hán tái diễn ở các bang thuộc miền Trung Tây Hoa Kỳ.

## Âm vị học
Không giống như hầu hết các phương ngữ tiếng Anh Mỹ khác, tiếng Anh California có cách phát âm phi r tính (âm r như trong cork không được phát âm); điểm này giống với tiếng Anh Anh, Anh Úc và Anh New Zealand. Đồ thị sau đây cho thấy vị trí tương đối của nguyên âm đơn khi được nhấn trong tiếng Anh California. Đáng chú ý là sự vắng mặt của /ɔ/ (nguyên âm trong caught, stalk, clawed, v.v.), vì nó đã hợp nhất hoàn toàn với âm /ɑ/ (nguyên âm trong cot, stock, clod, v.v.) như ở hầu hết Tây Hoa Kỳ, cũng như tính mở tương đối của âm /ɪ/ do sự thay đổi nguyên âm.

## Từ vựng
Nhiều từ đã được vay mượn từ tiếng Tây Ban Nha. Nó thể hiện rõ ràng trong tên địa danh cũng như nhiều loại thực phẩm và công thức nấu ăn. Xu hướng này của tiếng Anh California phản ánh, một mặt, lịch sử đất nước Tây Ban Nha và Mexico trước năm 1848, cũng như thực tế là 36% dân cư cho mình là người gốc Tây Ban Nha hoặc La tinh.